# Grad Brederode
Grad Brederode (nizozemsko Kasteel Brederode), imenovan tudi ruševine Brederode (nizozemsko Ruïne van Brederode), se nahaja v bližini Santpoort-Zuid. Grad je v drugi polovici 13. stoletja zgradil Viljem I. Brederodski (1215–1285). Viljem je bil potomec gospodov Teylingen, ki so bili v sorodu z Holanskimi grofi. Grad je bil del visokega gospostva Brederode, ki ga je holandski grof v 13. stoletju podelil v fevd gospodom Brederode .
Ime Brederode se nanaša na gozdnato območje, imenovano Brede Roede (dobesedno: širok gozd), ki je bilo izkrčeno in na katerem je bil zgrajen grad. Grad sprva ni bil več kot stolp, toda okoli leta 1300 je Dirk II. Brederodski stolp podrl in ga nadomestil s pravim gradom.

## Zgodovina

### Obleganje leta 1351
Med vojnami Trnkov in Trsk je družina Brederode ostala zvesta Margareti Bavarski. Leta 1351 je grad oblegal Gijsbreht Nijenrodski, ki je podpiral nasprotno frakcijo Trsk. Grad se je s pogodbo predal 23. oktobra 1351. Po tej pogodbi je (neimenovani) gospod Brederodski sklenil mir z grofom Viljemom in zato prejemal letno nadomestilo v višini 350 funtov, medtem ko so bila njegova zemljišča zaenkrat v sekvestru. Kastelan in garnizija sta bila izgnana in jima je bilo dovoljeno oditi s polovico svojega imetja. Po predaji gradu je bil tako močno poškodovan, da so ga porušili.

### Obnova gradu
Po spravi družine Brederodskih in holandskih grofov leta 1354 je bil grad obnovljen. Sedanji tloris gradu je iz te prezidave. Ni se več uporabljal kot življenjski prostor, vendar je ostal baza strateškega pomena za frakcijo Trnkov, ki jo je vodil Viljem Brederodski.
Ko je frakcija Trnkov leta 1426 oblegala Haarlem, je frakcija Trsk uničila južni del gradu. Viljemu je bilo prepovedano popravljati ali ojačati grad ampak ga pustiti v poškodovanem stanju. Končno je bilo leta 1464 dovoljeno obnoviti severni del gradu. Med ljudsko vstajo sira in kruha leta 1492 so grad oropali nemški vojaki. Od takrat ni bil več naseljen. Leta 1568 je pripadel Deželnim stanovom Holandije.
Po porazu "Beračev" v bitki pri Haarlemmermeerju se je moral Haarlem leta 1573 po t.i. obleganju Haarlema predati španskim vojakom. Zato je bil protestant Lancelot Brederodski obglavljen, grad pa so izropali in zažgali. Nato so grad ogrozile vdirajoče se sipine. Leta 1579 je Holandija gospostvo dala v najem stranski veji družine Brederodskih. Leta 1679 je umrl Volfert Brederodski, zadnji gospodar Brederoda, in ruševine so postale last Deželnih stanov Holandije in Nizozemske republike. Od takrat so ruševine v lasti države. V 19. stoletju so bile ruševine ena prvih stavb, ki jih je obnovila vlada, in postale so prvi nacionalni spomenik Nizozemske.

## Slike
- Pogled na grad iz Velserenderlaan
- Grad Brederode
- Grajske ruševine okoli leta 1900
- Pogled na temelje severno-vzhodnega stolpa
- Pogled na glavna vrata na sprednji strani gradu
- Ruševine Brederode